# Akzidenzdruck
Akzidenzdruck ist eine Bezeichnung aus der Zeit des Bleisatzes für den Druck von Druckerzeugnissen, die weder Bücher noch Zeitungen oder Zeitschriften sind.

## Akzidenzen

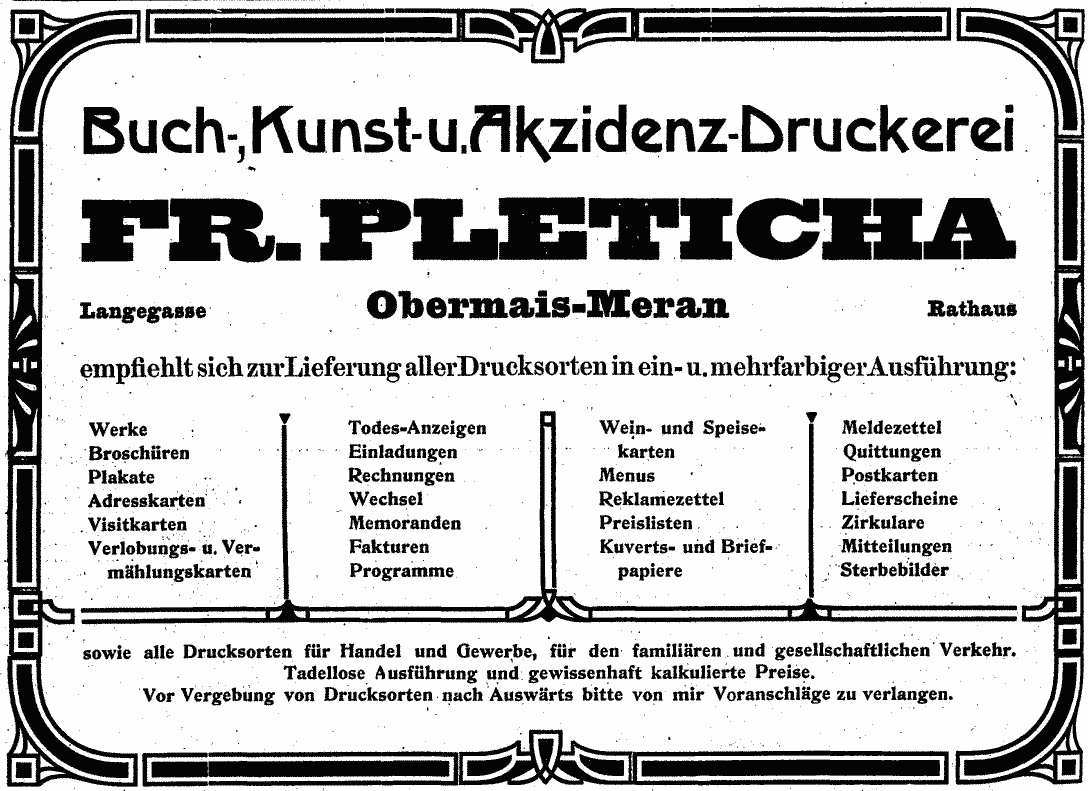
Werbung einer Akzidenzdruckerei in Meran-Obermais im Maiser Wochenblatt (1907)

Akzidenzdrucksachen oder kurz Akzidenzen (Singular: die Akzidenz) sind wörtlich „Gelegenheitsdrucksachen“ (abgeleitet von lat. accidentia ‚Zufall‘). Es sind Drucksachen mit meist geringem Umfang, die aus bestimmten Anlässen gedruckt werden. Dazu zählen beispielsweise Prospekte, Broschüren, Flugblätter, Visitenkarten, Speisekarten, Trauer- und andere Familiendrucksachen, Eintrittskarten, Fahrpläne, Briefe, Einladungen sowie amtliche und nichtamtliche Formulare. Sie werden typischerweise nicht von einem Verlag veröffentlicht.
Zu den Akzidenzen zählen aber auch wirkungsvoll gestaltete Teile von Büchern, Zeitungen und Zeitschriften, beispielsweise Zeitungsköpfe, Titelseiten und Frontispize sowie Anzeigen.

## Begriffliches Umfeld
Die nachfolgenden Begriffe stammen ebenso wie Akzidenzdruck aus dem 19. Jahrhundert und sind heute teilweise veraltet.
- Akzidenzbeilage: Werbebeilage, die in Zeitschriften und Zeitungen eingelegt wird.
- Akzidenzdrucker: Drucker, der in einer Akzidenzdruckerei arbeitet.[2]
- Akzidenzdruckerei: Dies war meist eine Abteilung in einer Buch- oder Zeitungsdruckerei.[2]
- Akzidenzdruckmaschine, Akzidenzmaschine: Druckmaschine für den Akzidenzdruck.
- Akzidenzsatz: das Setzen von Akzidenzen.[3] Gegenbegriff: Werksatz.
- Akzidenzschriften: spezielle Schriftarten für den Akzidenzdruck.[4] Gegenbegriff: Brotschriften.
- Akzidenzschriftsetzer, Akzidenzsetzer: Schriftsetzer, der Akzidenzen setzt.[5]

„Akzidenzdrucker des Jahres“ ist eine der Kategorien der Druck&Medien Awards. In diesem Fall ist mit Akzidenzdrucker ein Unternehmen gemeint.

## Satz und Druck
Akzidenzen wurden hauptsächlich von spezialisierten Schriftsetzern gestaltet, den Akzidenzsetzern. Die Gestaltung, beispielsweise die Wahl von Akzidenzschriften und Verzierungen, wurde ihnen oft überlassen. Der Akzidenzsetzer hatte gegebenenfalls seinen Entwurf mit dem Auftraggeber abzustimmen. Das Erlernen der Gestaltung gehörte zur Ausbildung des Schriftsetzers und war auch Bestandteil der Gesellenprüfung.
Akzidenzdrucksachen waren zunächst neben dem regelmäßigen Geschäft des Buchdrucks und des Zeitungsdrucks eine zusätzliche Erwerbsquelle für Verlags- und Zeitungsdruckereien. Mit dem wachsenden Volumen an Geschäftsdrucksachen, der technischen Entwicklung und Spezialisierung wurde der Akzidenzdruck ein eigener Erwerbszweig. Akzidenzen wurden im 19. Jahrhundert mit kleinen Schnellpressen gedruckt, später im Offsetdruck, heute auch im Digitaldruck.